# Bello (métro de Medellín)
Pour les articles homonymes, voir Bello (homonymie).
Bello est une station du métro de Medellín sur la ligne A, à Bello en Colombie. 